# Inpaichthys kerri
Il tetra reale (Inpaichthys kerri Géry & Junk, 1977) è un piccolo pesce d'acqua dolce appartenente alla famiglia Characidae, nonché unico esponente del genere Inpaichthys Géry & Junk, 1977.

## Distribuzione e habitat
Questa specie è diffusa in Brasile, nell'alto corso del bacino idrografico del fiume Madeira e nei fiumi Aripuanã e Mato Grosso. Abita acque con grande densità di vegetazione, predilige le aree in penombra, con acque di 24-26 °C.

## Descrizione
Inpaichthys kerri presenta un corpo allungato, molto compresso ai fianchi, con dorso e ventre poco convessi. La pinna caudale è forcuta, la dorsale alta e stretta, la pinna anale bassa e lunga. È presente la pinna adiposa. La livrea vede un colore di fondo beige/azzurrino con riflessi metallici violetti. I fianchi sono attraversati da una grande linea nera che dalla bocca arriva fino alla radice della coda. Il dorso e le pinne tendono ad una lieve sfumatura rossastra.

Ha piccole dimensioni: raggiunge una lunghezza massima di 2,5 – 3 cm.

## Comportamento
Vive in branchi, è un animale sociale.

## Riproduzione
Come tutti i Caracidi ha fecondazione esterna; depone le uova sul fondo del corso d'acqua.

## Acquariofilia
Questa specie ha un discreto successo commerciale in acquariofilia; è molto sensibile alle variazioni chimiche dell'acqua.